# ジーシーエムコミュニケーション
株式会社ジーシーエムコミュニケーション（GCMコミュニケーション）は、日本の興行会社。総合格闘技イベント「CAGE FORCE」等の経営団体。

## 概略
和術慧舟會の久保豊喜が格闘技イベントを主催する会社として設立。
2010年にはパンクラスと全面提携を結んだ。

## 主なイベント
- THE CONTENDERS
  - サブミッション・レスリングイベント。
- ORG
  - 道衣着用総合格闘技。
- MARS (格闘技イベント)
  - リング上で総合格闘技を主として、キックボクシングや女子総合格闘技も行われていた。2007年4月15日のディファ有明での「MARS 07 TORNADO RETURNS」からは、「MARSブラスターバウト・ルール」と称したオープンフィンガーグローブを用いる投げ技と立ち関節技も解禁されたキックボクシングルールが制定され、興行に組み込まれるようになった。
- CAGE FORCE
  - 八角形金網を使用した総合格闘技。旧D.O.G（デモリッション・オクタゴン・ギア）。
- VALKYRIE
  - CAGE FORCEの女子版。
- DEMOLITION
  - ロープリングを使用。「D.O.G（デモリッション・オクタゴン・ギア）」旗揚げ前はGCMの中核イベントであった。現在も年1, 2回開催される。
- CROSS SECTION
  - DEMOLITIONの女子版。
- GCM VOLTAGE
  - K-1ルール。2010年に旗揚げされた。